# دوغ باباس
دوغ باباس (بالإنجليزية: Doug Pappas)‏ هو صحفي رياضي أمريكي، ولد في 1962، وتوفي في 2004 بسبب فرط الحرارة.